# Koń beberbecki
Koń beberbecki – rasa koni utworzona około 1720 r. w stadninie Beberbeck, w pobliżu Kassel w Hesji w Niemczech. Początkowo czyniono wysiłki mające na celu wyhodowanie konia izabelowatego, ale szybko zainteresowano się hodowlą dobrej jakości koni wierzchowych. Miejscowe klacze stanowiono najpierw ogierami arabskimi, a następnie pełnej krwi angielskiej. Stadnina została zamknięta w 1930 r. i chociaż nadal istnieje księga stadna, rasa niemal zupełnie wygasła. Koń beberbecki jest ciężkim koniem wierzchowym, mierzącym ponad 160 cm w kłębie, o proporcjonalnej, chociaż silnej budowie. Kończyny są zdrowe, a obwód nadpęcia wynosi ponad 20 cm. Przeważające maści to gniada, skarogniada i kasztanowata, zwykle w ciemnych odcieniach. Koń beberbecki hodowany był jako koń kawaleryjski, ale użytkowano go także w rolnictwie i stał się rasą wyjściową dla ciężkich koni gorącokrwistych.